# Hans Georg Calmeyer

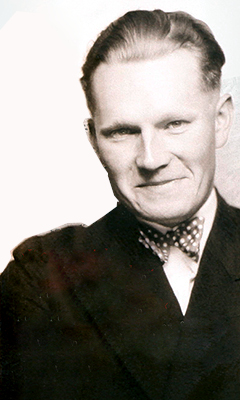
Hans Calmeyer

Hans Georg Calmeyer (* 23. Juni 1903 in Osnabrück; † 3. September 1972 ebenda) war ein Rechtsanwalt, der von 1941 bis 1945 während der deutschen Besetzung der Niederlande im Zweiten Weltkrieg als Mitarbeiter der deutschen Besatzungsbehörde in Den Haag mindestens 2866 Juden vor der Deportation in die Vernichtungslager bewahrte. Yad Vashem verlieh ihm 1992 postum den Titel „Gerechter unter den Völkern“. Das machte ihn als „Schindler aus Osnabrück“ bekannt.

## Leben
Hans Georg Calmeyer wurde in Osnabrück geboren. Calmeyers Vater war Richter. Seine beiden älteren Brüder fielen im Ersten Weltkrieg an der Westfront. Calmeyer besuchte das Ratsgymnasium in Osnabrück, das Kaiser-Wilhelm-Gymnasium in Gnesen (heute: Gniezno in Polen) und das Domgymnasium in Naumburg/Saale. Dort bestand er 1922 sein Abitur. Er studierte Rechtswissenschaften in Freiburg im Breisgau, Marburg, München und Jena. Beide Staatsexamen schloss er mit Prädikatsnoten ab. Nach eigenen Angaben gehörte er dem Jungnationalen Bund und 1923/24 einer Maschinengewehrkompanie des Münchner Zeitfreiwilligenverbandes unter dem mit den Nationalsozialisten sympathisierenden Hermann von Lenz an. Den Hitlerputsch am 9. November 1923 habe er, so stellte er es später dar, „als Angehöriger einer Studentenkompanie der schwarzen Reichswehr, nicht aber als Gefolgsmann Hitlers“ erlebt. 1930 heiratete er in Berlin seine Frau Ruth. Im selben Jahr kam sein erster Sohn Peter zur Welt. 1931 begann Calmeyer seine berufliche Laufbahn als Staatsanwalt in Halle/Saale. 1932 zog er mit seiner Frau in seine Heimatstadt Osnabrück und ließ sich dort als Anwalt nieder.

### Entzug der Anwaltszulassung
Als Anwalt spezialisierte sich Calmeyer auf Strafverteidigung und vertrat mehrfach auch Kommunisten. Dazu gehörten auch Vergehen gegen die nach der nationalsozialistischen Machtergreifung erlassene Verordnung des Reichspräsidenten zum Schutz von Volk und Staat. Nachdem Calmeyer im April 1933 vorgeworfen worden war, marxistisch-kommunistisch eingestellt zu sein und jüdisches Personal zu beschäftigen, veranlasste der Präsident des Oberlandesgerichts Celle eine Prüfung. Calmeyer brachte Leumundszeugnisse bei, etwa vom Landgerichtspräsidenten, die ihn als politisch zuverlässig schilderten, und verwies darauf, während seiner Studienzeit Mitglied in deutsch-nationalen Organisationen gewesen zu sein. Der Vorstand der Anwaltskammer hingegen bezichtigte ihn „volkszersetzende[r] Tätigkeit“. Calmeyer habe „Kommunisten vor Strafe gerettet, wo er nur konnte“. Der OLG-Präsident kam zu dem Schluss, Calmeyer habe mit der Roten Hilfe Deutschlands in Verbindung gestanden und durch seine Verteidigung von Kommunisten „die Bestrebungen der KPD unterstützt und gefördert“. Im August 1933 wurde Calmeyers Anwaltszulassung wegen kommunistischer Betätigung zurückgenommen. Nach erneuter Prüfung erfolgte im Mai 1934 die Wiederzulassung, obwohl es keine neuen Ermittlungen gegeben hatte. Die Gründe sind deshalb im Einzelnen nicht nachvollziehbar. Unterdessen war Calmeyer allerdings dem Nationalsozialistischen Kraftfahrkorps und dem Nationalsozialistischen Rechtswahrerbund beigetreten, während er der NSDAP nicht beitrat.

### Wirken in den Niederlanden 1941–1945
Im Mai 1940 nahm Calmeyer als Soldat einer Luftnachrichtenkompanie im Rahmen des Westfeldzuges an der Besetzung der Niederlande teil. Im März 1941 wurde er an das „Reichskommissariat Niederlande“, die deutsche Besatzungsbehörde in Den Haag, abkommandiert. Dort leitete er die Abteilung „Innere Verwaltung“, in deren Zuständigkeit auch judenpolitische Maßnahmen fielen. U. a. fiel Calmeyer die Aufgabe zu, in „rassischen Zweifelsfällen“ zu entscheiden, ob jemand Jude sei oder nicht. Im Januar 1941 wollten die deutschen Besatzer die gesamte jüdische Bevölkerung in den Niederlanden erfassen. Dazu musste von jedem Betroffenen ein detaillierter Meldebogen ausgefüllt werden. § 3 der maßgeblichen Verordnung (VO) Nr. 6/41 vom 10. Januar 1941 „über die Meldepflicht von Personen, die ganz oder teilweise jüdischen Blutes sind und sich in den besetzten niederländischen Gebieten aufhalten“, bestimmte: „Ergeben sich Zweifel darüber, ob eine Person nach § 2 als ganz oder teilweise jüdischen Blutes anzusehen ist, so entscheidet hierüber auf Antrag der Reichskommissar für die besetzten niederländischen Gebiete oder die von ihm bestimmte Stelle.“ Als „Stelle“ zur Entscheidung der Zweifelsfälle bestimmte Reichskommissar Arthur Seyss-Inquart Calmeyers Abteilung. Die von Calmeyer daraufhin gebildete „Entscheidungsstelle für die Meldepflicht aus VO 6/41“ in Den Haag hatte deshalb grundsätzlich die gleiche Rolle wie das Reichssippenamt in Berlin, das während des Dritten Reiches mehr als 150.000 Zweifelsfälle in Abstammungssachen entschied.
Die Praxis der Verfahren in Den Haag unterschied sich jedoch erheblich von der in Berlin. Calmeyer ließ Beweismittel zu, die im Deutschen Reich unüblich oder sogar verboten waren (zum Beispiel Feststellungsurteile niederländischer Gerichte über die Religionszugehörigkeit von Petenten, Abstammungsgutachten privat beauftragter Ärzte statt öffentlich bestellter Sachverständiger oder Zeugenaussagen von Juden).
Calmeyer erklärte nach dem Krieg, ihm sei klar gewesen, dass er „grenzenlos belogen und mit falschen Beweismitteln betrogen“ worden sei. Er sah sich selbst deshalb ausdrücklich als „Saboteur der Judengesetzgebung“. Die meisten Zeitzeugen hatten daran keinen Zweifel. Vor allem die Anwälte, die sich in den Abstammungsverfahren engagiert hatten, stimmten überein, dass Calmeyer und seine Mitarbeiter „falsche“ Fälle als echt akzeptiert hätten. Es gab aber auch kritische Stimmen, z. B. die des jungen Anwalts Jaap van Proosdij. Dieser meinte, es sei zwar „eine feststehende Tatsache, dass in Folge von Calmeyers Auftreten viele Hundert Juden der Deportation entkommen“ seien. Die günstigen Entscheidungen habe Calmeyer aber nicht getroffen, um zu helfen, sondern „auf Grund seiner Gewohnheit, stets gegen den Strom zu schwimmen.“ Der Jurist habe, so van Proosdij, „aus Launenhaftigkeit, auf Grund von schlechter Stimmung oder aus Machtwillkür zahlreiche Sachen abgewiesen, in denen er ohne Risiko eine günstige Entscheidung hätte treffen können“. Calmeyer entgegnete auf solche Kritik: „Dass meine Landsleute mich nicht begriffen, war für mich nichts Neues. Und die Niederländer, auf deren Verständnis ich angewiesen war, sollte das Ziel nicht in Gefahr gebracht werden, begriffen nicht, dass ich auch einmal nein sagen musste, dass ich den guten Willen, den leidenschaftlichen guten Willen, immer nur in den Grenzen des Möglichen, gezügelt durch kühlen Verstand, gebrauchen konnte.“ Metaphorisch schilderte er seinen Gewissenskonflikt: „Ich sah mich selbst als eine Art Arzt, der auf einem von der Außenwelt völlig abgeschnittenen Posten für 5.000 Todkranke nur 50 Ampullen einer Medizin besitzt, durch die es ihm möglich ist, mit 50 Injektionen nur 50 von 5.000 vor dem sicheren Tod zu retten. Welche 50 Patienten soll er retten?“
Annähernd 6.000 Zweifelsfälle wurden von der „Entscheidungsstelle“ bearbeitet. In etwa 3.700 Fällen wurden die Petenten, die sich zuvor selbst als Juden gemeldet hatten, zu „Ariern“ oder „arischen Mischlingen“ umdeklariert. Allein dieses Zahlenverhältnis deutet auf eine „großzügige“ Entscheidungspraxis hin. Beim Reichssippenamt in Berlin waren es weniger als 10 % der Entscheidungen, die zu einer Rückstufung der Petenten führten. Darüber hinaus führten die positiven Abstammungsentscheidungen zum Entstehen vieler „privilegierter Mischehen“. Die jüdischen Ehepartner in diesen „Mischehen“ waren dann ebenfalls vor Deportation geschützt. Der Begriff „Calmeyer-Juden“ sprach sich unter den Juden in den Niederlanden herum. Dazu gehörte auch Jacqueline van Maarsen, die Anne Frank in ihrem Tagebuch ihre „beste Freundin“ nennt. Weitere „Calmeyer-Juden“ sind z. B. Laureen Nussbaum (Hannelore Klein), eine Freundin von Margot Frank, Anne Franks älterer Schwester, die Familie Gallasch, die das Eiscafé Oase in Amsterdam betrieb, in dem sich Anne Frank und ihre Freundinnen regelmäßig trafen, sowie die deutsche Schauspielerin Camilla Spira.
Im Laufe der Zeit wurde die SS zunehmend argwöhnischer gegenüber den Abstammungsprüfungen. In einem Bericht der SD-Angestellten Gertrud Slottke über eine Razzia im Mai 1943 im Amsterdamer Judenviertel hieß es: „Auffallend war, dass ausgerechnet ein Teil dieser Calmeyer-Juden einen derartig hervorstechend galizischen Typ darstellten, dass der Verdacht bestätigt wurde, dass diese Juden die Abstammungserklärung nur laufen haben, um noch eine gewisse Zeit vom Arbeitseinsatz freigestellt zu sein.“ In der Folgezeit mehrten sich die Hinweise auf „Manipulationen“ in den Abstammungsverfahren. Das Reichssicherheitshauptamt in Berlin ordnete im März 1944 deshalb eine „Überprüfung der vom Generalkommissar für Verwaltung und Justiz – Abteilung Innere Verwaltung – ergangenen Abstammungsbescheide“ an. „Ich weiß“, gab Adolf Eichmann später bei einem Verhör in Jerusalem zu, „dass auf Holland – eine Zeitlang mindestens – ganz besonders geachtet wurde, eben wegen dieser Plage, dass irgendwelche Gruppen noch frei herumlaufen“. Calmeyer wurde über die geplante Überprüfung der Abstammungsbescheide nicht informiert. Stattdessen erbat der Befehlshaber der Sicherheitspolizei und des SD in Den Haag, SS-Brigadeführer Karl Eberhard Schöngarth, mit einem vom Leiter des Judenreferates IV B 4, SS-Sturmbannführer Wilhelm Zoepf, verfassten Schreiben vom 5. Juli 1944 beim SS-Rasse- und Siedlungshauptamt in Berlin die Abstellung eines „sachkundigen Bearbeiters, der die notwendigen erbbiologischen und urkundentechnischen Erfahrungen besitzt“. Im August 1944 traf daraufhin der Genealogie-Experte SS-Untersturmführer Ulrich Grotefend in Den Haag ein. In einem ersten Vermerk meldete er in Sachen „Nachprüfung“ sämtlicher „bisher im Büro Dr. C. durchgeführten Abstammungsüberprüfungen“ nach Berlin, dass „Dr. C. diese Vorgänge nicht herausgeben“ werde, „da er Gründe hierfür haben will. Die von hier dann vorzubringenden Behauptungen von Fälschungen wird er sicherlich entschieden zurückweisen...“ Grotefend schlug deshalb die Beschlagnahme der Calmeyer-Akten vor. Dazu kam es jedoch nicht mehr. Die Kriegsereignisse, insbesondere die näher rückende alliierte Front, verhinderten das.

## Diskussion über Calmeyers Wirken nach dem Krieg
Die „Entscheidungsstelle über die Meldepflicht aus VO 6/41“ traf neben den positiven auch zahlreiche ablehnende Entscheidungen. Die negativen Entscheidungen kamen einem Todesurteil gleich. Die abgelehnten Petenten wurden in die Vernichtungslager deportiert. Calmeyers Wirken ist deshalb bis heute umstritten. Zunächst positiv über sein Tun urteilten die niederländischen Historiker Jacques Presser und Louis de Jong, später auch Ruth van Galen-Herrmann, die selbst davon ausging, dass sie Calmeyer ihr Überleben verdankte, sowie die deutschen Autoren Peter Niebaum und Mathias Middelberg. Ende der 1990er Jahre meldeten sich kritischere Stimmen: Der niederländische Historiker Coenraad Stuhldreher kritisierte, Calmeyer habe letztlich „nicht anders gehandelt als jeder andere legalistische deutsche Beamte“. Er sei ein „funktionierendes Rädchen“ im Getriebe der Besatzungsverwaltung gewesen. Geraldien von Frijtag Drabbe Künzel bilanzierte, es sei zwar gewiss, dass Calmeyers Dienststelle „falsche“ Abstammungsanträge „akzeptiert“ habe. Die Schlussfolgerung, „dass Calmeyer die Absicht gehabt habe, zu helfen“, sei aber nicht zu belegen. Letztlich habe der Jurist „ambivalent“ gewirkt. Der Rettung einzelner stünde die „Mitwirkung an der totalen Diskriminierung, Ausraubung, Ausgrenzung und Abschiebung der Juden“ gegenüber. Der ehemalige Bundespräsident Johannes Rau zählte Calmeyer deshalb zu den „Menschen, die geholfen haben, aber durch ihre Verstrickung in das Unrechtsregime auch schuldig geworden sind“. Der Bundestagsabgeordnete Mathias Middelberg kommt in seinem Buch über Calmeyer zu dem Fazit: „Das war ihm bewusst und hat ihn bis zu seinem Tod nicht losgelassen. Aber wäre er nicht Teil des Systems geblieben, hätte er niemandem helfen können.“ Ähnlich hatte zuvor schon der frühere Yad-Vashem-Direktor Joseph Michman, der selbst den Holocaust in den Niederlanden überlebt hatte, bilanziert: „Wer alle Juden retten wollte, rettete niemanden. ... Calmeyer war sehr wohl der Schutzengel der Juden. Obwohl ihm selbst KZ oder gar Todesstrafe drohte, hat er in einer Art und Weise manövriert, die Bewunderung verdient.“

## Ehrungen
Calmeyers Wirken blieb in Deutschland lange Zeit unbeachtet, bis in den 1980er Jahren der Osnabrücker Gymnasiallehrer und Ratsherr Peter Niebaum mit Studien zu Calmeyer begann und eine Initiative zu seinem Gedenken ins Leben rief.
- 1989 benannte die Stadt Osnabrück den bis dahin namenlosen Platz, auf dem sich Blumenthalstraße, Friedrichstraße und Roonstraße kreuzen, als Hans-Calmeyer-Platz.
- 1992 erfolgte die Anerkennung als „Gerechter unter den Völkern“ durch Yad Vashem.
- 1995 verlieh die Stadt Osnabrück Calmeyer in Anwesenheit seines Sohnes Peter Calmeyer und des israelischen Botschafters Avi Primor postum ihre höchste Auszeichnung, die Justus-Möser-Medaille.
- 2010 wurde – erstmals auch in den Niederlanden – eine Ausstellung über den „Judenretter in deutschem Dienst“ in Zwolle gezeigt.
- Der Osnabrücker Liedermacher Günter Gall widmete Calmeyer das „Lied für Hans Calmeyer“.[33]

Calmeyers Grab befindet sich auf dem Heger Friedhof in Osnabrück.